# Hanseatenhalle
Die Hanseatenhalle in Hamburg-Rothenburgsort war eine große Veranstaltungshalle, die durch die nationalsozialistische Regierung Hamburgs 1935 als Provisorium aus einer alten Holzlagerhalle errichtet wurde. Hamburg hatte bis dahin keine große Halle für politische Massenveranstaltungen und große Sportereignisse besessen. Zu einem Neubau fehlte das Geld. Die Halle fasste bis 40.000 Menschen und wurde 1943 bei einem Bombenangriff zerstört.

## Baugeschichte und Nutzung
Die Hanseatenhalle entstand 1935 durch den Umbau einer Holzlagerhalle an der Zollvereinsstraße. Die Lagerhalle war schon 1883 errichtet worden und gehörte ursprünglich der Holzhandelsfirma J.F. Müller und Sohn. Nachdem die Firma ihren Betrieb an den Hachmannkai verlegt hatte, wurde die Halle nicht mehr benötigt und dem Hamburger Senat zur Verfügung gestellt. Der Architekt des Hallenumbaus war Carl Winand (* 29. Oktober 1879 in Bonn; † 4. Juli 1955 in Hamburg). Mitte Dezember 1934 war der Planungsbeginn für den Umbau der Halle. Der Ausführungsbeschluss wurde am 19. Januar 1935 getätigt und die Planungsarbeiten am 24. Januar beendet. Am 27. Januar war Baubeginn. In nur 42 Tagen bauten 500 Arbeiter die Lagerhalle in die seinerzeit größte Veranstaltungshalle des Kontinents um. Über 25.000 Sitzplätze hatte die 162 × 70 m² große Halle. Nach Angaben zeitgenössischer Veröffentlichungen war es die „größte Sporthalle der Welt“. Der umbaute Raum der Halle betrug 135.000 m³. Die Zuschauerkapazität betrug je nach Art der Veranstaltung und Nutzung 25.000 bis 30.000 Sitz- oder 40.000 Stehplätze. Betreiber der Halle war die „Hanseatenhalle GmbH“, die Ende Oktober 1935 gegründet wurde.
Sie diente Massenkundgebungen und Sportveranstaltungen. So fand hier am 10. März 1935 zur Eröffnung der Halle der Boxkampf Max Schmeling gegen Steve Hamas statt. Am 18. Mai 1935 turnte die Deutschlandriege vor 20.000 Zuschauern. Am 20. März 1936 war Adolf Hitler zu einer Propagandaveranstaltung in der Halle. Am 4. und 5. Juli 1936 fand hier die Olympiaendausscheidung der deutschen Kunstturner statt.
Während der Operation Gomorrha brannte die Hanseatenhalle Ende Juli 1943 völlig aus. Heute befindet sich an der Stelle der Halle das Evangelische Altenwohnheim Billwerder Bucht.